# Клуб Винкс: Тайна затерянного королевства
«Клуб Винкс: Та́йна зате́рянного короле́вства» (итал. Winx Club: Il Segreto del Regno Perduto) — итальянский 3D-анимированный полнометражный мультфильм производства Rainbow CGI совместно с Rai Fiction, режиссёром которого выступил Иджинио Страффи. Фильм дебютировал на экранах кинотеатров 30 ноября 2007 года в Италии и стал первым опытом для Rainbow в создании мультфильмов с применением CGI-анимации. Мультфильм завершает сюжетную линию первых трёх сезонов анимационного сериала «Клуб Винкс» про команду девушек-волшебниц, сражающихся со злом в мире волшебства. При этом впервые в истории франшизы персонажи представлены в трёхмерной графике. Идея фильма состоит в том, что в каждом есть что-то волшебное и особенное, что делает его неповторимым, а волшебство позиционируется автором как энергия, формирующая личность человека. По сюжету главная героиня Блум однажды узнаёт, что она фея и к тому же принцесса заколдованного королевства, после чего заводит дружбу с пятью другими феями и защищает волшебный мир от зла, не переставая искать информацию о себе и своих родителях. Мультфильм подводит черту в этой сюжетной линии и проливает свет на оставленные в сериале вопросы без ответов.
Для производства картины была создана отдельная студия, которую Rainbow впоследствии использовали для создания других CGI-мультфильмов. Создание мультфильма прошло не без трудностей, поскольку для Rainbow это был первый подобный опыт, к тому же создатели спешили, чтобы успеть показать фильм в кинотеатрах до Рождества. Критики — соотечественники режиссёра приняли картину по большей части отрицательно: почти в каждой рецензии создателей обвиняли в плагиате из других известных произведений, акценте на красоте и модной одежде героинь, отрицательно оценили качество анимации и диалогов. Поддержали итальянских коллег и критики из других стран. Тем не менее ряд рецензентов отметил и положительные моменты фильма: он доносит до зрителя ценность семьи, дружбы, сплочённости и добрых поступков. Качество анимации и спецэффектов тоже понравилось некоторым критикам. Существует и мнение, что мультфильм задал новую планку качества для Италии. Главную тему мультфильма написала известная австралийская певица Натали Имбрулья, которая в том числе очень хорошо отозвалась о произведении и его героях, напомнивших ей себя в молодости. «Тайна затерянного королевства» заняла первое место по сборам в Италии за первый уик-энд проката, была номинирована на премию за лучшие спецэффекты, вышла на DVD и стала основой для серии книг.

## Сюжет
Блум и остальные Винкс ищут её настоящих родителей — короля Оритела и королеву Марион. Девушки находят Хагена, который когда-то выковал меч короля Оритела. Блум спрашивает его, сможет ли он почувствовать меч, чтобы найти Оритела, но Хаген объясняет, что искал меч много лет и не почувствовал его. Он твёрдо убеждён, что её родителей не вернуть. Винкс выпускаются из Алфеи, но Блум не может стать феей-хранительницей, пока её планета, Домино, остаётся уничтожена. Скай утешает героиню и убеждает её продолжить поиски родителей. Прилетает корабль, и Скай вынужден улететь с таинственной девушкой, обещая Блум позже всё объяснить. Блум отправляется на Землю к приёмным родителям Майку и Ванессе и во сне видит, что случилось с её настоящими родителями: три древние Ведьмы-прародительницы заточили её отца в другом измерении, а её мать заключила себя в меч Оритела. Перед Блум появляется Дафна и говорит ей, что она верит, что их родители ещё живы. Она просит героиню найти Книгу Судьбы, в которой записана история планеты Домино. Винкс и специалисты соглашаются отправиться на Домино с Блум и помочь ей. В библиотеке они встречают Бартелби, летописца Оритела, и узнают, что все люди Домино находятся в ловушке в измерении зла Обсидиан. Исчезая, Бартелби произносит пророчество о том, что король без короны возьмёт меч Оритела и спасёт Домино. Три древние ведьмы отправляют свою служанку Мандрагору, чтобы помешать Винкс. Ривена кусает паук Мандрагоры, и парень становится её марионеткой. Вскоре Мандрагора нападает на Алфею, но Винкс и другие персонажи останавливают её. Винкс со специалистами отправляются к поселению пикси, где феи входят в Дерево Порталов, чтобы найти ключ Обсидиана.
Как только герои вступают в измерение, появляется Мандрагора, и околдованный ею Ривен начинает сражаться со Скаем. Когда он собирается нанести ему удар клинком, Муза подбегает к нему и получает ранение. Ривен задумывается над тем, что совершил, поднимает её и говорит, что будет сражаться за неё. Блум видит каменную статую, похожую на её отца. Ведьмы показывают ей Майка и Ванессу и угрожают убить их, если девушка не сдастся, но Блум замечает, что Майк не чихает, находясь рядом с котом, хотя у него аллергия на кошек, и понимает, что это уловка. Скай берёт меч Оритела и теряет сознание. Блум думает, что он погиб, так как согласно пророчеству только король может взять этот меч, но её поддерживает Дафна, и они вместе сражаются с ведьмами. Ведьмы вселяются в тело Мандрагоры и начинают душить Блум, но Скай поднимается и убивает Мандрагору мечом Оритела, после чего Обсидиан разрушается, а Домино с его жителями пробуждается к жизни. Скай объясняет, что теперь он король Эраклиона, и его коронация была той ночью, когда он был вынужден покинуть Блум в Алфее. Блум воссоединяется со своими настоящими родителями. Орител и Марион обещают Блум, что всегда будут частью её жизни, и благодарят Майка и Ванессу за то, что те воспитали их дочь. Происходит танец, во время которого Скай делает Блум предложение. Голос Бартелби произносит, что пророчество теперь исполнено, Блум стала феей-хранительницей, и появилась новая Команда Света — это Клуб Винкс. Однако Древние Ведьмы не побеждены, а только освободились из заключения после разрушения Обсидиана. Они планируют завладеть телами Айси, Дарси и Сторми.

## Роли озвучивали
| Роль    | Актёр              |
| ------- | ------------------ |
| Блум    | Летиция Чампа      |
| Стелла  | Перла Либератори   |
| Флора   | Илария Латини      |
| Муза    | Джемма Донати      |
| Текна   | Домитилла Д’Амико  |
| Лейла   | Лаура Ленги        |
| Скай    | Марко Вивио        |
| Брендон | Джанфранко Миранда |
| Гелия   | Леонардо Грациано  |
| Ривен   | Эмилиано Кольторти |
| Тимми   | Давиде Перино      |

## Основа и особенности мультфильма
Мультфильм является сюжетным продолжением третьего сезона итальянского мультсериала «Клуб Винкс», объединяющего элементы европейского стиля и японской анимации жанра Махо-сёдзё (яп. 魔法少女 махо: сё:дзё, «девушка-волшебница»). Его сюжет повествует о команде юных фей, называющих себя Винкс и борющихся со злом в мире волшебства. Вымышленная вселенная сериала состоит из нескольких измерений, главным из которых является Магикс — волшебный мир, закрытый от обычных людей и населённый феями, ведьмами, пикси, ограми, троллями, монстрами и другими существами. Концепция волшебства фей в сериале представлена в виде волшебных трансформаций, которые они получают, выполнив определённые действия. Освоив трансформацию, фея может призвать её в любое время, после чего у неё появляются крылья, а одежда меняется на яркую и блестящую. В частности, в этой картине главные героини пользуются силой Энчантикса, которую в третьем сезоне мультсериала получили за самоотверженные поступки ради своих планет и их людей. Энчантикс даёт феям доступ к волшебной пыльце, которая позволяет снимать тёмные заклинания и уменьшаться.
Главные героини — шесть девушек с разных планет: Блум, Стелла, Флора, Муза, Текна и Лейла. Все они являются ученицами Алфеи — школы для фей. Блум, Стелла и Лейла на своих планетах являются принцессами. Внешность героинь отчасти основана на образах Бритни Спирс, Камерон Диас, Дженнифер Лопес, Люси Лью, Пинк и Бейонсе. Протагонистом мультфильма является Блум, чью основную сюжетную линию мультфильм завершает. Каждая из главных героинь в мультфильме становится феей-хранительницей своей планеты. К другим персонажам относятся Скай, Брендон, Ривен, Тимми и Гелия, которые состоят в романтических отношениях с девушками из Клуба Винкс. Все они — так называемые специалисты из школы Красный Фонтан, где молодые люди учатся владеть лазерным оружием. Три древние Ведьмы-прародительницы — главные антагонисты мультфильма. В фильме также появляются новые персонажи: Хаген — Мастер сверкающей стали, друг отца Блум; Мандрагора — служанка Ведьм-прародительниц; Бартелби — летописец Домино, представленный в виде духа, и другие.

## Идея и создание
Идея, которая лежит в основе мультфильма, возникла у Иджинио Страффи ещё на этапе зарождения сериала «Клуб Винкс». В основу заложена история девушки Блум, которая узнаёт, что у неё есть волшебные силы и длинная история, но только со временем она понимает всю важность своей миссии. Изначально Страффи планировал завершить историю Блум ещё во втором сезоне, но решил развить второстепенные линии в сериале, а конец основной истории перенести на большой экран. Мультфильм подводит черту в истории Блум и призван дать ответы на главную загадку основной сюжетной линии сериала. На создание истории о девушке, которая ищет своих настоящих родителей, режиссёра вдохновила история его однокурсницы из колледжа, а черты её характера он позаимствовал у своей жены Джоан Ли. Основополагающим посылом мультфильма является уникальность личности каждого ребёнка, и что в каждом есть что-то «волшебное и особенное», что делает его неповторимым. Волшебство Винкс позиционируется как энергия, которая помогает людям формировать свою личность и оставаться собой в тяжёлые времена.
История фильма рассказывает о поиске главной героиней своего «я» и своих истоков, о процессе взросления и перехода из подросткового мира во взрослый. Своё удовлетворение от успеха и роста своей студии, несмотря на многие трудности, Страффи сравнивает с личностным ростом Блум. Сценарий Страффи помогал писать Шон Молино, выходец из Нью-Йорка, который до этого уже приложил руку к сценарию оригинального сериала о Винкс. Замыслом Иджинио было не просто передать содержание и эмоции, но и сделать диалоги похожими на типичные американские произведения, чтобы завоевать сердца зрителей. Таким образом, создатель надеялся заинтересовать даже тех зрителей, которые не смотрели оригинальный сериал. В то же время, Страффи подчёркивает, что его мультфильм не является комедией, как типичные произведения Disney и Pixar. Режиссёр заявляет, что создал новый жанр — «фэнтези-экшен-романс». Также в мультфильме было уделено больше внимания мужским персонажам, чтобы сделать его интересным для всей семьи.

Мы прошли через кровь и слёзы, но также радость и волну креативной энергии, которая царила в каждом отделе нашей студии; и это незабываемое чувство работы над уникальным проектом, который сделал нас частью первого в Италии подобного предприятия.
Оригинальный текст (итал.)Insomma lacrime e sangue, ma anche tanto divertimento ed un livello di energia creativa che si respirava in ogni reparto degli studios; e poi l’impagabile sensazione di lavorare ad un progetto unico, di essere parte di un esperienza che mai prima si era realizzata in Italia.
— Иджинио Страффи
От самого начала производства мультфильма и до последней правки прошло три года. При этом два года ушло на написание сценария. В ноябре 2005 года произошло первое производственное совещание. Компания Rai Fiction инвестировала 2,5 миллиона евро в производство мультфильма, что по словам главы компании, Анниты Романелли, является исключительным случаем. За это компания получила права на телевизионную трансляцию фильма на 10 лет. Для создания этого мультфильма Rainbow в первом квартале 2006 года открыли отдельную студию Rainbow CGI, которая в дальнейшем была использована для создания последующих мультфильмов компании. Иджинио Страффи и Франческо Мастрофини, продюсер из Rai Fiction, сформировали команду из 400 человек, уже имевших тот или иной опыт в анимировании. В работы также были вовлечены основная студия Rainbow S.r.l., американская студия Brain Zoo Studios и китайская GDC International Limited. Разработка мультфильма была достаточно сложным процессом из-за того, что главных героев в нём сразу шесть, к тому же форма Энчантикса сама по себе является очень детализированной. Кроме того, создание мультфильма проводилось в достаточно сжатые сроки, чтобы успеть занять место в кинотеатрах до Рождества 2007 года. Работа в столь расторопном темпе привела к тому, что сотрудникам часто приходилось не спать по ночам. Так, личный ассистент Страффи, Мауро Уццео, уснул на диване в прихожей студии, а разбудили его полицейские, принявшие мужчину за нарушителя.
Для переноса героев из 2D-мира сериала в 3D создателям потребовалось полностью воссоздать анатомические особенности каждого персонажа, которые в двухмерной анимации никогда не были нарисованы одновременно со всех сторон. В общей сложности было нарисовано 4000 эскизов, чтобы проиллюстрировать 50 сценографий и 200 моделей персонажей, используемых в произведении. Из-за постоянной смены одежды героями в мультфильме присутствует более 170 моделей персонажей, из которых более 42 разных моделей приходится на главных героинь. Основная программа, использованная для создания мультфильма, — Autodesk Maya. Отдел исследований Rainbow использовал собственный набор плагинов для упрощения некоторых этапов работы. Рендеринг мультфильма осуществлялся через движок Mental Ray из состава Maya. Кроме того, в создании задействованы LightWave 3D, Adobe After Effects и Apple Final Cut. Анимация персонажей целиком создавалась на компьютере по ключевым кадрам, без использования технологии захвата движения, для придания большей выразительности. Фильм насчитывает около 125 000 ключевых кадров, которые состоят из более чем 5 миллионов слоёв. Особые усилия создатели приложили для создания реалистичных волос, поскольку они являются одним из ключевых факторов узнаваемости героинь. Для каждой группы волос была создана уникальная траектория движения, чтобы придать им эффект реализма. Каждый аниматор создавал от 0,2 до 2 секунд анимации в день в зависимости от сложности сцен, всего было задействовано несколько тысяч рендер-узлов. В процессе создания мультфильма были сформированы особые группы специалистов, которые старались передать аниматорам психологию отдельных сцен и эмоции участвующих в них персонажей.

## Музыка
Главную тему фильма, которая называется «All the Magic» (с англ. — «Всё волшебство»), написала и исполнила популярная австралийская певица Натали Имбрулья. Она положительно высказалась о мультфильме, отметив, что Винкс олицетворяют собой те важные качества, которые были нужны и ей для роста её карьеры. Она видит в Винкс современных девушек, полных энергии и решимости преодолеть любую опасность, которые не забывают улыбаться, что на взгляд певицы немаловажно для успеха.
Все остальные песни написала и исполнила итальянка Элиза Росселли. Иджинио Страффи впервые нанял Росселли именно тогда, когда искал композитора и исполнителя для записи саундтрека к «Тайне затерянного королевства». С тех пор она стала работать над песнями в последующих сезонах мультсериала.
Audio CD с саундтреком фильма вышел в Италии 16 ноября 2007 года. Его цифровая версия вышла в iTunes и Amazon Music, однако из неё исключили песню «All The Magic». Существует официальная англоязычная версия саундтрека, изданная в iTunes, Amazon Music и Google Music. Песня «All The Magic» из неё также исключена.
| №  | Название                | Длительность |
| -- | ----------------------- | ------------ |
| 1. | «Unica»                 | 3:43         |
| 2. | «Segui Il Tuo Cuore»    | 3:23         |
| 3. | «Tu Puoi Credere In Te» | 4:19         |
| 4. | «A Un Passo Da Me»      | 3:43         |
| 5. | «Potere Di Enchantix»   | 2:23         |
| 6. | «Segui Il Ritmo»        | 3:31         |
| 7. | «All the Magic»         | 4:47         |

| №  | Название              | Длительность |
| -- | --------------------- | ------------ |
| 1. | «You're The One»      | 3:41         |
| 2. | «Fly»                 | 3:18         |
| 3. | «Only a Girl»         | 4:14         |
| 4. | «You Made Me a Woman» | 4:05         |
| 5. | «Enchantix»           | 2:09         |
| 6. | «Stand Up»            | 3:28         |
| 7. | «All The Magic»       | 4:47         |

## Критика и отзывы
Итальянские критики в своём большинстве оценили мультфильм отрицательно. Многие обвиняют создателей в плагиате «Гарри Поттера», «Властелина колец» и «Сейлор Мун», сюжет считают тривиальным, а персонажей вульгарными и похожими на Братц и Пэрис Хилтон. Они же отмечают низкое качество анимации по сравнению с западными 3D-мультфильмами, качество эффектов на уровне «Могучих рейнджеров», злоупотребление повествованием от имени рассказчика и акцентирование внимания зрителей на моде. При этом популярность мультфильма они списывают на маркетинг. Итальянский профессор семиологии Джованна Козенца при разборе мультфильма указывает на различные проявления в нём сексизма и даже расизм. По мнению профессора, цвета одежды героев мультфильма строго соответствуют их половой принадлежности, совершение героических поступков у одной из главных героинь, Стеллы, происходит ради популярности, а подача сюжета воспитывает в детях стереотипы о мягких и терпеливых женщинах, игнорирующих пренебрежение со стороны мужчин и желающих только жить в браке долго и счастливо. Она также отмечает то обстоятельство, что темнокожая героиня является в мультфильме второстепенной. Итальянская писательница Лоредана Липперини, известная своим отрицательным отношением к продукции Винкс и поддержкой мнения Джованны Козенцы, взяла интервью у Иджинио Страффи, в ходе которого поинтересовалась, зачем делать главных героинь такими красивыми, если Фиона из «Шрека» тоже умудряется быть принцессой. Страффи ответил, что Шрек больше рассчитан на взрослых, чем на детей, а детей привлекает красота. При этом создатель подчеркнул, что помимо внешней красоты персонажи мультфильма учат детей настоящим ценностям, в том числе мирно жить рядом с другими культурами.
Семь французских рецензий, рейтинг которых варьируется от одной до трёх звёзд, в целом отмечают те же недостатки, хотя и в разной степени. Так, Изабель Ренье в газете Le Monde пишет, что от 3D-анимации мультфильм много не выиграл, и это «всё те же хихикающие, стонущие девицы с параметрами моделей, одержимые внешним видом, сражающиеся в битвах, выкрикивая лозунг „Друзья навсегда!“ <…> между двумя бессмысленными попсовыми заставками». Журналист Наташа Сеньянович опубликовала заметку о фильме в американском журнале The Hollywood Reporter. Она критикует его за «удивительную неоригинальность» темы с поисками себя и своего дома, героинь фильма называет «тревожной смесью сексуальности и её противоположности» и считает, что сюжету не хватает непредсказуемости. Хотя она также отмечает, что мультфильм привлекает зрителя яркими нарядами и причёсками героинь. Немецкие критики поддержали тенденцию иностранных коллег. Так, Катарина Вигерт в журнале Focus пишет, что нереалистичные пропорции и длинные ноги героинь фильма заставят детей заблуждаться в отношении восприятия собственного тела. Томас Клингенмайер в газете Rheinische Post выражает мнение о том, что персонажи картины пропагандируют анорексию. Кристоф Петерсен с ресурса о кино Filmstarts пишет, что мультфильм отвергает объективные кинематографические качества и даже драматургические основы.
| Зрительский рейтинг   | Зрительский рейтинг   | Зрительский рейтинг   |
| (на 7 ноября 2019 г.) | (на 7 ноября 2019 г.) | (на 7 ноября 2019 г.) |
| --------------------- | --------------------- | --------------------- |
| Сайт                  | Оценка                | Голосов               |
| IMDb                  | · ссылка              | 935                   |
| Cinenews              | · ссылка              | 493                   |

В то же время, известный итальянский сайт о кино Movieplayer.it опубликовал более сдержанную рецензию, в которой отметил некоторые плюсы трёхмерной анимации по сравнению с двухмерной, такие как реалистичные тени и драпировка одежды, но так же, как и предыдущие критики, обратил внимание на малую выразительность лиц персонажей, низкое качество анимации движения и недостаток диалогов. Ещё одну умеренную рецензию опубликовала Карла Чигоньини на сайте Cineblog.it. Она считает, что мультфильм совершенно не будет интересен взрослым, а для детского мультфильма содержит довольно откровенные наряды героинь, но рецензентку впечатлили сценография и детализация архитектуры в мультфильме. Фредерик Миньяр с французского ресурса aVoir-aLire.com, хоть и поставил фильму две звезды, написал: «Удивительно, но эта рафинированная посредственность <…> выглядит как настоящий фильм, а не как ТВ-эпизод, растянутый для внутреннего маркетинга». Критик констатирует динамичность и плавность анимации, разнообразие сценария и диалогов, а также называет мультфильм успешным в своём жанре и «почти нескучным».
Несколько критиков отметили и положительные стороны мультфильма. Портал Animation Italy называет его достойным завершением третьего сезона, которое понравится не только детям, но и взрослым. Помимо броской внешности персонажей автор призывает обратить внимание на положительные идеи мультфильма, такие как дружба и единство. Кроме того, он хвалит качество анимации и спецэффектов, особенно принимая во внимание сжатые сроки работы, и отмечает, что мультфильм задал новую планку качества для итальянской анимации. Особенно автор рецензии выделяет отличную работу оператора-постановщика, благодаря которой красивая цветовая гамма мультфильма бросается в глаза в первую очередь. Барт Риветник с нидерландского сайта Cinemagazine констатирует «красочный фэнтезийный мир, о котором можно мечтать» и «захватывающую историю с ведьмами, принцессами и отсылками к популярной культуре». На его взгляд, сюжет мультфильма является увлекательным и интересен не только девочкам, но и мальчикам. Обилие модной одежды и аксессуаров критик не причислил к недостаткам, отметив, что дети всё равно так не одеваются, а броский внешний вид героев только усиливает интерес от просмотра. Качество анимации, по мнению Барта, хотя и уступает работам Pixar и Dreamworks, находится на достаточно высоком уровне, а дети, по его словам, обращают внимание не на это. Сильвен Т. с французского ресурса SciFi-Universe отметил ряд положительных качеств, которые передаёт мультфильм: сила дружбы, счастье в крепкой семье и победа над злом посредством добрых поступков. Французский сайт DvdCritiques в обзоре DVD-диска с мультфильмом отмечает качественную и сочную 3D-графику и высокое качество многоканального звука.

## Выход и признание
В мае 2007 года мультфильм попал на Каннский фестиваль, где был продемонстрирован международным дистрибьюторам и получил дату премьеры. В октябре того же года создатели продемонстрировали 35-минутный фрагмент мультфильма на Римском кинофестивале, перед этим устроив развлекательную программу с живым выступлением, песнями и танцами. Прилегающая территория была декорирована на манер Алфеи — волшебной школы из мультфильма. Мировая премьера мультфильма состоялась в Италии 30 ноября 2007 года. Режиссёру пришлось постараться, чтобы найти «окно» в графике кинотеатров для своего творения — ему пришлось конкурировать с более высокобюджетными проектами. Фильм продолжал дебютировать на экранах разных стран (21 в общей сложности) вплоть до 9 сентября 2010 года, когда состоялась последняя премьера в Греции. Кассовые сборы в Италии составили $6,78 млн, из них $2,9 млн пришлось на первую неделю. Общие сборы от кинопроката в мире составили $16 688 332. За первый уик-энд мультфильм занял первое место в Италии по сборам.
| Награды и номинации       |                           |             |
| Премия                    | Категория                 | Итог        |
| Давид ди Донателло (2008) | Лучшие визуальные эффекты | Номинирован |

## Издания
В Италии мультфильм вышел на DVD 27 февраля 2008 года. На следующий день, 28 февраля, появилось двухдисковое издание, которое содержит дополнительные материалы: эскизы некоторых сцен, тест с вопросами на знание мультфильма, нарезку артов персонажей, клип на песню «Segui Il Tuo Cuore» с караоке-субтитрами и первый эпизод первого сезона мультсериала «Клуб Винкс». 3 марта 2008 года мультфильм получил релиз в формате HD DVD. Во всех случаях издателем выступила 01 Distribution. В целом домашнее издание получило положительные отзывы покупателей. В России в озвучивании DVD-издания мультфильма приняла участие группа Ранетки. В США мультфильм вышел на DVD только в 2012 году и позиционировался как дополнительный эпизод в рамках американской премьеры мультсериала «Клуб Винкс» под брендом Nickelodeon. К озвучиванию персонажей привлекли известных актёров американского телевидения, таких как Молли Куинн, Эми Гросс, Роми Деймс и Дэвид Фаустино.
| Дата выхода DVD | Дата выхода DVD | Дата выхода DVD  | Дата выхода DVD | Дата выхода HD DVD | Дата выхода HD DVD | Дата выхода HD DVD | Дата выхода HD DVD |
| Регион 1        | Регион 2        | Регион 4         | Регион 5        | Регион 1           | Регион 2           | Регион 4           | Регион 5           |
| --------------- | --------------- | ---------------- | --------------- | ------------------ | ------------------ | ------------------ | ------------------ |
| 7 августа 2012  | 27 февраля 2008 | 12 сентября 2012 | 19 февраля 2010 | н/д                | 3 марта 2008       | н/д                | н/д                |